# STS-76
STS-76 — космический полёт MTKK «Атлантис» по программе «Спейс Шаттл» (76-й полёт программы, 16-й полёт для «Атлантиса») и совместной космической программе РФ и США «Мир — Шаттл» (3-й полёт программы).

## Экипаж
- (НАСА): Кевин Чилтон (3)[2] — командир;
- (НАСА): Ричард Сирфосс (2) — пилот;
- (НАСА): Роналд Сега (2) — специалист полёта-1;
- (НАСА): Майкл Клиффорд (3) — специалист полёта-2;
- (НАСА): Линда Годвин (3) — специалист полёта-3;
- (НАСА): Шеннон Лусид (5) — специалист полёта-4[3].

Кевин Чилтон был назначен в экипаж еще в ноябре 1994 года, остальные — весной 1995 года.

## Экипаж при посадке
Специалист полёта Шеннон Лусид, прибывшая на станцию «Мир» с экипажем STS-76, осталась на борту станции (в составе 21-й основной экспедии), и экипаж при посадке составили всего 5 человек. Это был пятый полёт Шеннон Лусид в космос, и на 1996 год — рекордный по продолжительности для женщин (188 суток, в том числе 179 дней на борту российской станции).

## Параметры полёта
- Масса:'
  - при старте — 111 740 кг;
  - при посадке — 95 396 кг;
  - грузоподъёмность — 6 753 кг;
- Наклонение орбиты — 51,6°;
- Период обращения — 92,5 мин;
- Перигей — 389 км;
- Апогей — 411 км.

## Особенности миссии
Основными задачами миссии STS-76 были доставка на «Мир» необходимых грузов (в частности, 590 кг воды и 862 кг оборудования): за отсеком со стыковочной системой шаттла (ODS), в отсеке полезной нагрузки был герметичный модуль «Spacehab-SM» (от англ. Single Module). Были проведены ряд медикобиологических и технологических экспериментов.

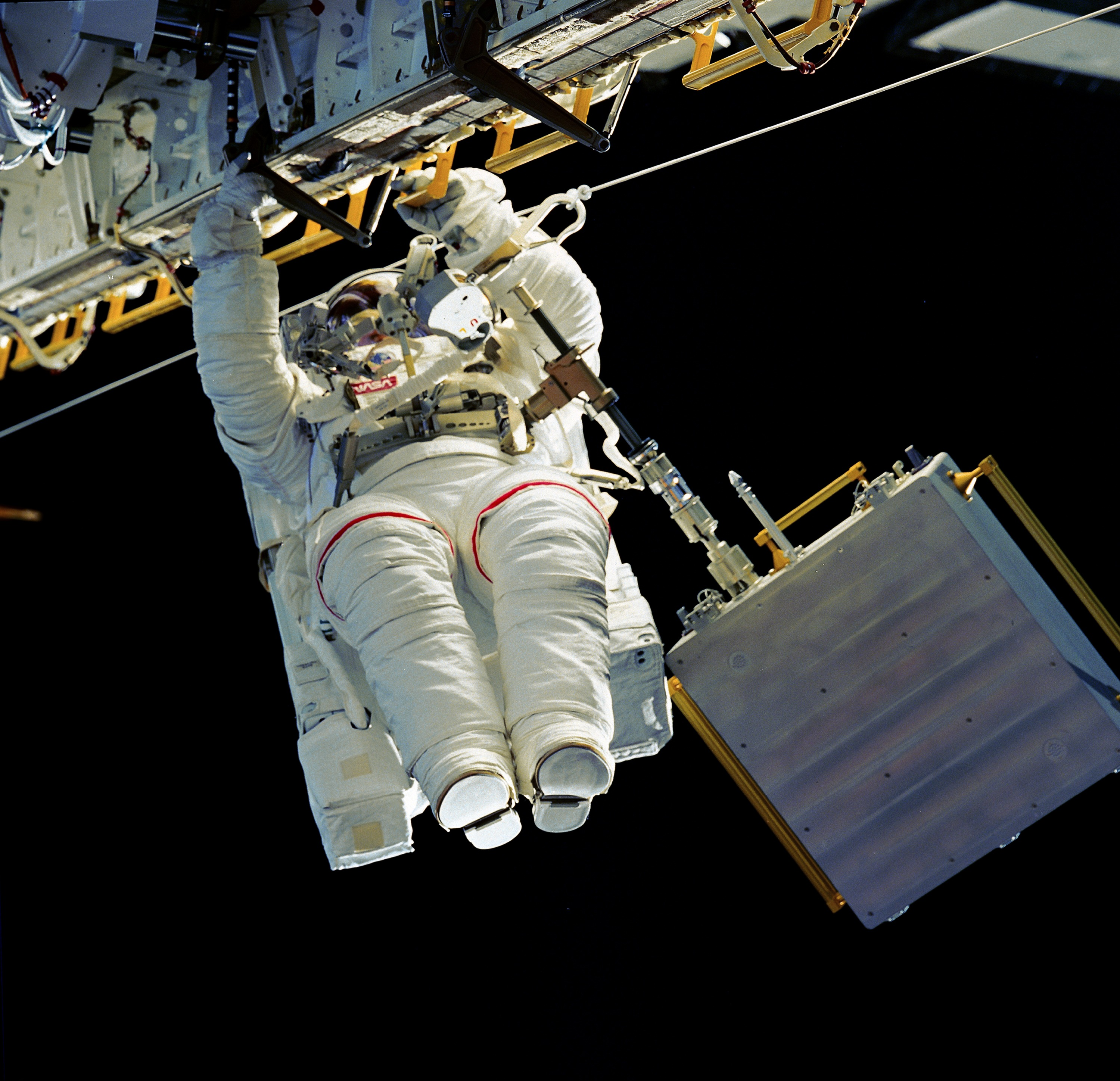
Линда Годвин во время выхода в открытый космос.

Был проведён один запланированный выход в открытый космос с целью тренировки и подготовки станции к сборке. Выход осуществили 27 марта 1996 года астронавты Майкл Клиффорд и Линда Годвин, общая продолжительность: 6 часов 2 минуты (с 06:34 по 12:36 UTC).

## Эмблема
На эмблеме миссии STS-76 изображены шаттл «Атлантис» и орбитальная станция «Мир». «Флаг Бетси Росс» (первый американский флаг, согласно преданию) и число 76 (1776 год — год образования Соединённых штатов) символизируют эру новых начал, а именно период сотрудничества в космических исследованиях (первая доставка шаттлом на борт «Мира» американского астронавта). На бордюре эмблемы, кроме имен участников миссии, изображены два астронавтра в скафандрах, что символизирует первый в истории выход в открытый космос из шаттла, состыкованного со станцией. По легенде, в разработке эмблемы, помимо участников полёта, принимал участие 12-летний сын Майкла Клиффорда.